# Zeliónaia Rosxa (Razdólnoie)
|  | Per a altres significats, vegeu «Zeliónaia Rosxa». |

Zeliónaia Rosxa - Зелёная Роща (rus) - és un khútor del krai de Krasnodar, a Rússia. Es troba a les terres baixes de Kuban-Priazov, just a la frontera amb l'óblast de Rostov, a la vora del riu Rossoix. És a 26 km al nord de Kusxóvskaia i a 201 km al nord de Krasnodar. Pertany al poble de Razdólnoie.